# Playmobil
Playmobil è una linea di action figure prodotta dalla società tedesca Geobra Brandstätter dal 1974.

## Caratteristiche
Realizzati in materiale plastico, i prodotti Playmobil si caratterizzano da un lato per il design inconfondibile dei personaggi assomiglianti a bambini di 4-5 anni, con testa braccia e gambe mobili, dall'altro per gli accessori e gli elementi costruttivi estremamente dettagliati.
A partire dagli anni 90 sono stati introdotti accessori elettronici in grado ad esempio di emettere luci e suoni. Un esempio sono i pianoforti che suonano "Per Elisa", famosa composizione scritta da Ludwig van Beethoven, o la canzone per accompagnare un matrimonio. 
I prodotti sono Venduti in "set", ognuno dei quali è generalmente composto almeno da un personaggio ed un accessorio (come ad esempio il mago, venduto con cappello e bacchetta magica). Esistono anche set più complessi che contengono diversi personaggi, accessori ed elementi costruttivi quali pareti, scale, porte, finestre. Ogni set è corredato da un piccolo libretto di istruzioni per il corretto montaggio. Il sistema di montaggio degli elementi costruttivi è modulare e permette una buona creatività nella creazione di case ed altre costruzioni qualora non si volessero seguire le indicazioni.
Negli anni i set si sono ispirati a diversi temi iconici dei giocattoli per bambini ad esempio il medioevo, il far west, il circo. Sono uscite anche diverse serie ispirate al mondo contemporaneo, al fantasy, alla fantascienza oltre che a settori specifici come ad esempio quello dei trasporti o il mondo sottomarino. Negli anni sono stati aggiornati e modificati alcuni particolari costruttivi e, se per i personaggi sono state mantenute le proporzioni, per gli elementi costruttivi invece sono cambiati i sistemi di montaggio. Per cui oggi è possibile fare interagire personaggi ed accessori di diversi decenni ma non utilizzare pareti prodotte in decenni differenti.

## Storia
All'inizio degli anni settanta, prima della crisi petrolifera del 1973, la Geobra Brandstätter a Dietenhofen, vicino a Norimberga,  produceva giocattoli in plastica relativamente voluminosi come registratori di cassa, trattori a pedali, ma a fronte dell'aumento del prezzo della materia prima, decise di diminuirne le dimensioni. Allora Hans Beck, direttore di produzione della Geobra-Brandstätter ebbe l'idea di creare una linea di pupazzetti, provvisti di accessori. Fece così provare i prototipi ai suoi nipotini, che subito li apprezzarono con entusiasmo.
Dal 1970, Hans Beck,  iniziò a elaborare una nuova linea di giocattoli che venne poi presentata alla fiera del giocattolo di Norimberga nel 1974, ottenendo un successo immediato, a tal punto che Geobra-Brandstatter divenne il primo produttore di giocattoli della Germania. La prima serie era formata da personaggi di genere maschile mentre le figure femminili furono prodotte dal 1976. Nel 1981 fecero la loro apparizione i primi bambini, di 2 centimetri più piccoli, alti 7,5 cm. All'inizio solo testa, braccia e gambe dei personaggi erano in grado di muoversi ma dal 1982 le mani divennero movibili e capaci di girare. Si sono aggiunte in seguito nuove acconciature, più particolareggiate, e abbigliamento dettagliato che non era più di colore uniforme. Nel 1990 uscì la serie Playmobil 123, concepita per i bambini di età inferiore ai tre anni. I personaggi risultavano meno articolati ed erano sprovvisti di accessori che potessero essere ingeriti.
Nel 1974, Playmobil aprì una piccola fabbrica a Malta, dove Helga Ellul si trasferì da Zirndorf a 26 anni per prendere il suo nuovo ufficio sull'isola. La scelta era stata motivata da un'offerta di dieci anni di esenzione fiscale e dalla disponibilità di mano d'opera. Inizialmente con 50 dipendenti, la fabbrica diventò la prima filiale tedesca dell'isola. Oggi, con 800 dipendenti, produce i famosi omini Playmobil, con 75 milioni di pezzi ogni anno e Brandstätter è diventato il principale produttore di giocattoli dell'isola. Helga, insieme a una nuova generazione di imprenditrici, è diventata un'icona di successo e ha ricevuto la prima Midalja għall-Qadi tar-Repubblika, una decorazione al merito della Repubblica di Malta. Con la sua produzione di plastica Playmobil, la società è diventata la più grande produttrice di giocattoli tedesca al mondo, con 2,5 miliardi di pezzi prodotti fino ad oggi. La fabbrica è stata soprannominata "la fabbrica delle ragazze" per il numero di dipendenti femminili che supera la media nazionale. Helga Ellul ha ricoperto diversi ruoli all'interno del gruppo tedesco Brandstätter, tra cui CEO di Playmobil Malta, presidente del consiglio di amministrazione di Playmobil USA e ha svolto un ruolo di vertice nella gestione del gruppo Brandstätter.
In Italia la linea è stata distribuita da GiG.

## Influenze nei media
Nel 2014 nasce Super 4, una serie televisiva animata ispirata alla serie di giocattoli Playmobil e incentrata su quattro ragazzi, Alex, Ruby, Brilli e Gene, che sono rispettivamente un cavaliere, una ragazza pirata, una fata e un agente segreto.
Nel 2019 è stato realizzato il film Playmobil - The Movie.